# 31 juillet aux Jeux olympiques d'été de 2012
Le mardi 31 juillet aux Jeux olympiques d'été de 2012 est le septième jour de compétition.

## Faits marquants
L'Américain Michael Phelps devient le nouveau recordman du nombre de médailles obtenues aux Jeux olympiques.

## Programme
| Heure UTC+1 (Londres)                         |               |
| bleu                                          | Cérémonie     |
| neutre                                        | Épreuve       |
| or                                            | Finale        |
| orange                                        | Petite finale |
| rose                                          | Reporté       |
| gris                                          | Annulé        |
| Compétition masculine                         | Hommes        |
| Compétition féminine                          | Femmes        |
| Compétition mixte (hommes et femmes mélangés) | Mixte         |
| Compétition en couple (1 homme et 1 femme)    | Couple        |
| modifier                                      |               |

| Horaire  | Discipline Spécialité | Discipline Spécialité                               | Discipline Spécialité                         | Phase                       | Résultats                                                                 | Références |
| -------- | --------------------- | --------------------------------------------------- | --------------------------------------------- | --------------------------- | ------------------------------------------------------------------------- | ---------- |
| 8 h 30   |                       | Badminton                                           | -                                             | Tours                       | -                                                                         | -          |
| 8 h 30   |                       | Hockey sur gazon Tournoi féminin                    | Compétition femmes                            | Phase de poule Groupe A     | Pays-Bas 3 - 2 Japon                                                      | [ 2 ]      |
| 9 h 00   |                       | Basket-ball Tournoi masculin                        | Compétition hommes                            | Premier tour Groupe B       | Chine 54 - 73 Russie                                                      | [ 3 ]      |
| 9 h 00   |                       | Beach-volley Tournoi féminin                        | Compétition femmes                            | Phase préliminaire          | -                                                                         | -          |
| 9 h 00   |                       | Beach-volley Tournoi masculin                       | Compétition hommes                            | Phase préliminaire          | -                                                                         | -          |
| 9 h 00   |                       | Tir Skeet                                           | Compétition hommes                            | Qualifications              | -                                                                         | -          |
| 9 h 00   |                       | Tir à l'arc Individuel                              | Compétition hommes                            | 32e de finale               | -                                                                         | -          |
| 9 h 26   |                       | Tir à l'arc Individuel                              | Compétition femmes                            | 32e de finale               | -                                                                         | -          |
| 9 h 30   |                       | Aviron Skiff                                        | Compétition hommes                            | Demi-finales                | -                                                                         | -          |
| 9 h 30   |                       | Handball Tournoi masculin                           | Compétition hommes                            | Tour Préliminaire Groupe A  | Tunisie 22 - 32 Islande                                                   | [ 4 ]      |
| 9 h 30*  |                       | Judo Moins de 81 kg                                 | Compétition hommes                            | 32e de finale               | -                                                                         | -          |
| 9 h 30*  |                       | Judo Moins de 81 kg                                 | Compétition hommes                            | 16e de finale               | -                                                                         | -          |
| 9 h 30*  |                       | Judo Moins de 81 kg                                 | Compétition hommes                            | 8e de finale                | -                                                                         | -          |
| 9 h 30*  |                       | Judo Moins de 81 kg                                 | Compétition hommes                            | Quarts de finale            | -                                                                         | -          |
| 9 h 30*  |                       | Judo Moins de 63 kg                                 | Compétition femmes                            | 16e de finale               | -                                                                         | -          |
| 9 h 30*  |                       | Judo Moins de 63 kg                                 | Compétition femmes                            | 8e de finale                | -                                                                         | -          |
| 9 h 30*  |                       | Judo Moins de 63 kg                                 | Compétition femmes                            | Quarts de finale            | -                                                                         | -          |
| 9 h 30   |                       | Volley-ball Tournoi masculin                        | Compétition hommes                            | Phase Préliminaire Groupe B | Serbie 3 - 1 Tunisie                                                      | [ 5 ]      |
| 9 h 50   |                       | Aviron Deux de couple                               | Compétition femmes                            | Repêchages                  | -                                                                         | -          |
| 9 h 52   |                       | Tir à l'arc Individuel                              | Compétition hommes                            | 16e de finale               | -                                                                         | -          |
| 10 h 00  |                       | Aviron Quatre sans barreur                          | Compétition hommes                            | Repêchages                  | -                                                                         | -          |
| 10 h 00  |                       | Haltérophilie - de 69 kg, Groupe B                  | Compétition hommes                            | Compétition                 | -                                                                         | -          |
| 10 h 00  |                       | Natation 100 m nage libre                           | Compétition hommes                            | Séries                      | -                                                                         | -          |
| 10 h 00  |                       | Tennis de table Simple                              | Compétition femmes                            | Quarts de finale            | -                                                                         | -          |
| 10 h 00  |                       | Water-polo Tournoi masculin                         | Compétition hommes                            | Phase préliminaire Groupe B | Hongrie 10 - 11 Monténégro                                                | [ 6 ]      |
| 10 h 05  |                       | Tir à l'arc Individuel                              | Compétition femmes                            | 16e de finale               | -                                                                         | -          |
| 10 h 10  |                       | Aviron Deux de couple poids légers                  | Compétition femmes                            | Repêchages                  | -                                                                         | -          |
| 10 h 25  |                       | Natation 200 m papillon                             | Compétition femmes                            | Séries                      | -                                                                         | -          |
| 10 h 30  |                       | Aviron Deux de couple poids légers                  | Compétition hommes                            | Repêchages                  | -                                                                         | -          |
| 10 h 30  |                       | Équitation Concours complet individuel              | Compétition mixte (hommes et femmes ensemble) | Saut d'obstacles            | -                                                                         | -          |
| 10 h 30  |                       | Équitation Concours complet par équipes             | Compétition mixte (hommes et femmes ensemble) | Finale                      | Allemagne · Grande-Bretagne · Nouvelle-Zélande                            | [ 7 ]      |
| 10 h 30  |                       | Escrime Fleuret individuel                          | Compétition hommes                            | 32e de finale               | -                                                                         | -          |
| 10 h 45  |                       | Hockey sur gazon Tournoi féminin                    | Compétition femmes                            | Phase de poule Groupe B     | Afrique du Sud 1 - 4 Nouvelle-Zélande                                     | [ 8 ]      |
| 10 h 47  |                       | Natation 200 m brasse                               | Compétition hommes                            | Séries                      | -                                                                         | -          |
| 10 h 50  |                       | Aviron Huit                                         | Compétition femmes                            | Repêchages                  | -                                                                         | -          |
| 11 h 15  |                       | Basket-ball Tournoi masculin                        | Compétition hommes                            | Premier tour Groupe B       | Australie 70 - 82 Espagne                                                 | [ 9 ]      |
| 11 h 15  |                       | Handball Tournoi masculin                           | Compétition hommes                            | Tour Préliminaire Groupe B  | Corée du Sud 19 - 22 Hongrie                                              | [ 10 ]     |
| 11 h 17  |                       | Natation Relais 4 × 200 m nage libre                | Compétition hommes                            | Demi-finale                 | -                                                                         | -          |
| 11 h 20  |                       | Water-polo Tournoi masculin                         | Compétition hommes                            | Phase préliminaire Groupe A | Croatie 8 - 7 Espagne                                                     | [ 11 ]     |
| 11 h 30  |                       | Aviron Deux de couple                               | Compétition hommes                            | Quarts de finale            | -                                                                         | -          |
| 11 h 30  |                       | Tennis                                              | -                                             | Tours                       | -                                                                         | -          |
| 11 h 30  |                       | Volley-ball Tournoi masculin                        | Compétition hommes                            | Phase Préliminaire Groupe A | Pologne 1 - 3 Bulgarie                                                    | [ 12 ]     |
| 11 h 40  |                       | Aviron Skiff                                        | Compétition femmes                            | Quarts de finale            | -                                                                         | -          |
| 11 h 50  |                       | Escrime Fleuret individuel                          | Compétition hommes                            | 16e de finale               | -                                                                         | -          |
| 12 h 00  |                       | Voile 49er                                          | Compétition hommes                            | Course 3                    | -                                                                         | -          |
| 12 h 00  |                       | Voile Finn                                          | Compétition hommes                            | Course 5                    | -                                                                         | -          |
| 12 h 00  |                       | Voile Laser Radial                                  | Compétition femmes                            | Course 3                    | -                                                                         | -          |
| 12 h 00  |                       | Voile RS:X                                          | Compétition hommes                            | Course 1                    | -                                                                         | -          |
| 12 h 05  |                       | Voile Star                                          | Compétition hommes                            | Course 5                    | -                                                                         | -          |
| 12 h 20  |                       | Aviron Deux de couple                               | Compétition hommes                            | Demi-finales                | -                                                                         | -          |
| 12 h 30  |                       | Badminton                                           | -                                             | Tours                       | -                                                                         | -          |
| 12 h 30  |                       | Haltérophilie - de 63 kg, Groupe B                  | Compétition femmes                            | Compétition                 | -                                                                         | -          |
| 12 h 40  |                       | Aviron Quatre sans barreur poids légers             | Compétition hommes                            | Qualifications              | -                                                                         | -          |
| 12 h 45* |                       | Voile 49er                                          | Compétition hommes                            | Course 4                    | -                                                                         | -          |
| 12 h 45* |                       | Voile RS:X                                          | Compétition hommes                            | Course 2                    | -                                                                         | -          |
| 13 h 15* |                       | Voile Finn                                          | Compétition hommes                            | Course 6                    | -                                                                         | -          |
| 13 h 20* |                       | Voile Star                                          | Compétition hommes                            | Course 6                    | -                                                                         | -          |
| 13 h 30* |                       | Boxe Poids mi-mouches (-49 kg)                      | Compétition hommes                            | 16e de finale               | -                                                                         | -          |
| 13 h 30  |                       | Canoë-kayak en eau vive/slalom C1                   | Compétition hommes                            | Demi-finales                | -                                                                         | -          |
| 13 h 30  |                       | Voile Elliott 6m                                    | Compétition femmes                            | Qualifications              | -                                                                         | -          |
| 13 h 45  |                       | Hockey sur gazon Tournoi féminin                    | Compétition femmes                            | Phase de poule Groupe A     | Belgique 0 - 0 Chine                                                      | [ 13 ]     |
| 14 h 00* |                       | Judo Moins de 81 kg                                 | Compétition hommes                            | Demi-finales                | -                                                                         | -          |
| 14 h 00* |                       | Judo Moins de 63 kg                                 | Compétition femmes                            | Demi-finales                | -                                                                         | -          |
| 14 h 00* |                       | Judo Moins de 81 kg                                 | Compétition hommes                            | Petite finale 1             | Takahiro Nakai (JPN) 000 - 020 Ivan Nifontov (RUS)                        | [ 14 ]     |
| 14 h 00* |                       | Judo Moins de 81 kg                                 | Compétition hommes                            | Petite finale 2             | Antoine Valois-Fortier (CAN) 001 - 000 Travis Stevens (USA)               | [ 15 ]     |
| 14 h 00* |                       | Judo Moins de 63 kg                                 | Compétition femmes                            | Petite finale 1             | Yoshie Ueno (JPN) 001 - 0000 Munkhzaya Tsedevsuren (MGL)                  | [ 16 ]     |
| 14 h 00* |                       | Judo Moins de 63 kg                                 | Compétition femmes                            | Petite finale 2             | Gévrise Émane (FRA) 000 - 000 Joung Da-Woon (KOR)                         | [ 17 ]     |
| 14 h 00  |                       | Tir Skeet                                           | Compétition hommes                            | Finale                      | Vincent Hancock (USA) · Anders Golding (DEN) · Nasser Al-Attiyah (QAT)    | [ 18 ]     |
| 14 h 00  |                       | Voile Laser                                         | Compétition hommes                            | Course 3                    | -                                                                         | -          |
| 14 h 00  |                       | Voile RS:X                                          | Compétition femmes                            | Course 1                    | -                                                                         | -          |
| 14 h 05  |                       | Voile Laser Radial                                  | Compétition femmes                            | Course 4                    | -                                                                         | -          |
| 14 h 10  |                       | Escrime Fleuret individuel                          | Compétition hommes                            | 8e de finale                | -                                                                         | -          |
| 14 h 10  |                       | Water-polo Tournoi masculin                         | Compétition hommes                            | Phase préliminaire Groupe A | Australie 7 - 4 Kazakhstan                                                | [ 19 ]     |
| 14 h 30  |                       | Basket-ball Tournoi masculin                        | Compétition hommes                            | Premier tour Groupe A       | Lituanie 72 - 53 Nigeria                                                  | [ 20 ]     |
| 14 h 30  |                       | Beach-volley Tournoi féminin                        | Compétition femmes                            | Phase préliminaire          | -                                                                         | -          |
| 14 h 30  |                       | Beach-volley Tournoi masculin                       | Compétition hommes                            | Phase préliminaire          | -                                                                         | -          |
| 14 h 30  |                       | Équitation Concours complet individuel              | Compétition mixte (hommes et femmes ensemble) | Finale                      | Michael Jung (GER) · Sara Algotsson Ostholt (SWE) · Sandra Auffarth (GER) | [ 21 ]     |
| 14 h 30  |                       | Football Tournoi féminin                            | Compétition femmes                            | Tour Préliminaire Groupe F  | Japon 0 - 0 Afrique du Sud                                                | [ 22 ]     |
| 14 h 30  |                       | Football Tournoi féminin                            | Compétition femmes                            | Tour Préliminaire Groupe F  | Canada 2 - 2 Suède                                                        | [ 23 ]     |
| 14 h 30  |                       | Handball Tournoi masculin                           | Compétition hommes                            | Tour Préliminaire Groupe A  | Grande-Bretagne 19 - 41 Suède                                             | [ 24 ]     |
| 14 h 45* |                       | Boxe Poids super-légers (-64 kg)                    | Compétition hommes                            | 16e de finale               | -                                                                         | -          |
| 14 h 45* |                       | Voile RS:X                                          | Compétition femmes                            | Course 2                    | -                                                                         | -          |
| 14 h 45  |                       | Volley-ball Tournoi masculin                        | Compétition hommes                            | Phase Préliminaire Groupe A | Italie 3 - 1 Argentine                                                    | [ 25 ]     |
| 15 h 00  |                       | Plongeon Haut-vol à 10 mètres synchronisé           | Compétition femmes                            | Finale                      | Chine · Mexique · Canada                                                  | [ 26 ]     |
| 15 h 00  |                       | Tir à l'arc Individuel                              | Compétition hommes                            | 32e de finale               | -                                                                         | -          |
| 15 h 06  |                       | Canoë-kayak en eau vive/slalom C1                   | Compétition hommes                            | Finales                     | Tony Estanguet (FRA) · Sideris Tasiadis (GER) · Michal Martikán (SVK)     | [ 27 ]     |
| 15 h 15* |                       | Voile Laser                                         | Compétition hommes                            | Course 4                    | -                                                                         | -          |
| 15 h 26  |                       | Tir à l'arc Individuel                              | Compétition femmes                            | 32e de finale               | -                                                                         | -          |
| 15 h 30  |                       | Escrime Fleuret individuel                          | Compétition hommes                            | Quarts de finale            | -                                                                         | -          |
| 15 h 30  |                       | Haltérophilie - de 63 kg, Groupe A                  | Compétition femmes                            | Finale                      | Maiya Maneza (KAZ) · Svetlana Tsarukayeva (RUS) · Christine Girard (CAN)  | [ 28 ]     |
| 15 h 30  |                       | Water-polo Tournoi masculin                         | Compétition hommes                            | Phase préliminaire Groupe A | Grèce 7 - 7 Italie                                                        | [ 29 ]     |
| 15 h 52  |                       | Tir à l'arc Individuel                              | Compétition hommes                            | 16e de finale               | -                                                                         | -          |
| 16 h 00  |                       | Hockey sur gazon Tournoi féminin                    | Compétition femmes                            | Phase de poule Groupe A     | Royaume-Uni 5 - 3 Corée du Sud                                            | [ 30 ]     |
| 16 h 00* |                       | Judo Moins de 63 kg                                 | Compétition femmes                            | Finale                      | Xu Lili (CHN) 0011 - 010 Urška Žolnir (SLO)                               | [ 31 ]     |
| 16 h 00  |                       | Tennis de table Simple                              | Compétition femmes                            | Demi-finales                | -                                                                         | -          |
| 16 h 05  |                       | Tir à l'arc Individuel                              | Compétition femmes                            | 16e de finale               | -                                                                         | -          |
| 16 h 10* |                       | Judo Moins de 81 kg                                 | Compétition hommes                            | Finale                      | Ole Bischof (GER) 0001- 002 Kim Jae-Bum (KOR)                             | [ 32 ]     |
| 16 h 15  |                       | Handball Tournoi masculin                           | Compétition hommes                            | Tour Préliminaire Groupe B  | Serbie 23 - 31 Croatie                                                    | [ 33 ]     |
| 16 h 30  |                       | Gymnastique artistique Concours général par équipes | Compétition femmes                            | Finale                      | États-Unis · Russie · Roumanie                                            | [ 34 ]     |
| 16 h 45  |                       | Basket-ball Tournoi masculin                        | Compétition hommes                            | Premier tour Groupe B       | Grande-Bretagne 62 - 67 Brésil                                            | [ 35 ]     |
| 16 h 45  |                       | Volley-ball Tournoi masculin                        | Compétition hommes                            | Phase Préliminaire Groupe B | États-Unis 3 - 0 Allemagne                                                | [ 36 ]     |
| 17 h 15  |                       | Football Tournoi féminin                            | Compétition femmes                            | Tour Préliminaire Groupe G  | États-Unis 1 - 0 Corée du Nord                                            | [ 37 ]     |
| 17 h 15  |                       | Football Tournoi féminin                            | Compétition femmes                            | Tour Préliminaire Groupe G  | France 1 - 0 Colombie                                                     | [ 38 ]     |
| 18 h 00  |                       | Escrime Fleuret individuel                          | Compétition hommes                            | Demi-finales                | -                                                                         | -          |
| 18 h 20  |                       | Water-polo Tournoi masculin                         | Compétition hommes                            | Phase préliminaire Groupe B | Serbie 21 - 7 Grande-Bretagne                                             | [ 39 ]     |
| 18 h 30  |                       | Badminton                                           | -                                             | Tours                       | -                                                                         | -          |
| 19 h 00  |                       | Haltérophilie - de 69 kg, Groupe A                  | Compétition hommes                            | Finale                      | Lin Qingfeng (CHN) · Triyatno (INA) · Vacant                              | ,          |
| 19 h 00  |                       | Hockey sur gazon Tournoi féminin                    | Compétition femmes                            | Phase de poule Groupe B     | Argentine 0 - 1 États-Unis                                                | [ 42 ]     |
| 19 h 10  |                       | Escrime Fleuret individuel                          | Compétition hommes                            | Petite finale               | Andrea Baldini (ITA) 14 - 15 Choi Byung-chul (KOR)                        | [ 43 ]     |
| 19 h 30  |                       | Handball Tournoi masculin                           | Compétition hommes                            | Tour Préliminaire Groupe B  | Danemark 24 - 23 Espagne                                                  | [ 44 ]     |
| 19 h 30  |                       | Natation 100 m nage libre                           | Compétition hommes                            | Demi-finales                | -                                                                         | -          |
| 19 h 39  |                       | Natation 200 m nage libre                           | Compétition femmes                            | Finale                      | Allison Schmitt (USA) · Camille Muffat (FRA) · Bronte Barratt (AUS)       | [ 45 ]     |
| 19 h 40  |                       | Escrime Fleuret individuel                          | Compétition hommes                            | Finale                      | Lei Sheng (CHN) 15 - 13 Alaaeldin Abouelkassem (EGY)                      | [ 46 ]     |
| 19 h 40  |                       | Water-polo Tournoi masculin                         | Compétition hommes                            | Phase préliminaire Groupe B | États-Unis 10 - 8 Roumanie                                                | [ 47 ]     |
| 19 h 45  |                       | Football Tournoi féminin                            | Compétition femmes                            | Tour Préliminaire Groupe E  | Nouvelle-Zélande 3 - 1 Cameroun                                           | [ 48 ]     |
| 19 h 45  |                       | Football Tournoi féminin                            | Compétition femmes                            | Tour Préliminaire Groupe E  | Grande-Bretagne 1 - 0 Brésil                                              | [ 49 ]     |
| 19 h 47  |                       | Natation 200 m papillon                             | Compétition hommes                            | Finale                      | Chad le Clos (RSA) · Michael Phelps (USA) · Takeshi Matsuda (JPN)         | [ 50 ]     |
| 19 h 55  |                       | Natation 200 m papillon                             | Compétition femmes                            | Demi-finales                | -                                                                         | -          |
| 20 h 00  |                       | Basket-ball Tournoi masculin                        | Compétition hommes                            | Premier tour Groupe A       | France 71 - 64 Argentine                                                  | [ 51 ]     |
| 20 h 00  |                       | Beach-volley Tournoi masculin                       | Compétition hommes                            | Phase préliminaire          | -                                                                         | -          |
| 20 h 00  |                       | Beach-volley Tournoi féminin                        | Compétition femmes                            | Phase préliminaire          | -                                                                         | -          |
| 20 h 00  |                       | Tennis de table Simple                              | Compétition hommes                            | Quarts de finale            | -                                                                         | -          |
| 20 h 00  |                       | Volley-ball Tournoi masculin                        | Compétition hommes                            | Phase Préliminaire Groupe A | Grande-Bretagne 0 - 3 Australie                                           | [ 52 ]     |
| 20 h 17  |                       | Natation 200 m brasse                               | Compétition hommes                            | Demi-finales                | -                                                                         | -          |
| 20 h 30* |                       | Boxe Poids mi-mouches (-49 kg)                      | Compétition hommes                            | 16e de finale               | -                                                                         | -          |
| 20 h 39  |                       | Natation 200 m 4 nages                              | Compétition femmes                            | Finales                     | Ye Shiwen (CHN) · Alicia Coutts (AUS) · Caitlin Leverenz (USA)            | [ 53 ]     |
| 20 h 47  |                       | Natation Relais 4 × 200 m nage libre                | Compétition hommes                            | Finale                      | États-Unis · France · Chine                                               | [ 54 ]     |
| 21 h 15  |                       | Handball Tournoi masculin                           | Compétition hommes                            | Tour Préliminaire Groupe A  | Argentine 20 - 32 France                                                  | [ 55 ]     |
| 21 h 15  |                       | Hockey sur gazon Tournoi féminin                    | Compétition femmes                            | Phase de poule Groupe B     | Allemagne 1 - 3 Australie                                                 | [ 56 ]     |
| 21 h 45* |                       | Boxe Poids super-légers (-64 kg)                    | Compétition hommes                            | 16e de finale               | -                                                                         | -          |
| 22 h 00  |                       | Volley-ball Tournoi masculin                        | Compétition hommes                            | Phase Préliminaire Groupe B | Brésil 3 - 0 Russie                                                       | [ 57 ]     |
| 22 h 15  |                       | Basket-ball Tournoi masculin                        | Compétition hommes                            | Premier tour Groupe A       | Tunisie 63 - 110 États-Unis                                               | [ 58 ]     |

* Date du début estimée

## Tableaux des médailles
- Pays organisateur (Royaume-Uni)

| Rang  | Nation           | Or | Argent | Bronze | Total |
| ----- | ---------------- | -- | ------ | ------ | ----- |
| 1     | Chine            | 4  | 1      | 1      | 6     |
| 1     | États-Unis       | 4  | 1      | 1      | 6     |
| 3     | Allemagne        | 2  | 2      | 1      | 5     |
| 4     | France           | 1  | 2      | 1      | 4     |
| 5     | Corée du Sud     | 1  | 0      | 1      | 2     |
| 6     | Kazakhstan       | 1  | 0      | 0      | 1     |
| 6     | Afrique du Sud   | 1  | 0      | 0      | 1     |
| 6     | Slovénie         | 1  | 0      | 0      | 1     |
| 9     | Russie           | 0  | 2      | 1      | 3     |
| 10    | Australie        | 0  | 1      | 1      | 2     |
| 11    | Danemark         | 0  | 1      | 0      | 1     |
| 11    | Égypte           | 0  | 1      | 0      | 1     |
| 11    | Grande-Bretagne  | 0  | 1      | 0      | 1     |
| 11    | Indonésie        | 0  | 1      | 0      | 1     |
| 11    | Mexique          | 0  | 1      | 0      | 1     |
| 11    | Suède            | 0  | 1      | 0      | 1     |
| 17    | Canada           | 0  | 0      | 3      | 3     |
| 18    | Japon            | 0  | 0      | 2      | 2     |
| 18    | Roumanie         | 0  | 0      | 2      | 2     |
| 20    | Nouvelle-Zélande | 0  | 0      | 1      | 1     |
| 20    | Qatar            | 0  | 0      | 1      | 1     |
| 20    | Slovaquie        | 0  | 0      | 1      | 1     |
| Total | Total            | 15 | 15     | 17     | 47    |

| Rang  | Nation           | Or | Argent | Bronze | Total |
| ----- | ---------------- | -- | ------ | ------ | ----- |
| 1     | Chine            | 13 | 6      | 4      | 23    |
| 2     | États-Unis       | 9  | 8      | 6      | 23    |
| 3     | France           | 4  | 3      | 4      | 11    |
| 4     | Corée du Sud     | 3  | 2      | 3      | 8     |
| 5     | Corée du Nord    | 3  | 0      | 1      | 4     |
| 6     | Kazakhstan       | 3  | 0      | 0      | 3     |
| 7     | Italie           | 2  | 4      | 2      | 8     |
| 8     | Allemagne        | 2  | 3      | 1      | 6     |
| 9     | Russie           | 2  | 2      | 4      | 8     |
| 10    | Afrique du Sud   | 2  | 0      | 0      | 2     |
| 11    | Japon            | 1  | 4      | 8      | 13    |
| 12    | Australie        | 1  | 3      | 2      | 6     |
| 13    | Roumanie         | 1  | 2      | 2      | 5     |
| 14    | Brésil           | 1  | 1      | 1      | 3     |
| 14    | Hongrie          | 1  | 1      | 1      | 3     |
| 16    | Pays-Bas         | 1  | 1      | 0      | 2     |
| 17    | Ukraine          | 1  | 0      | 2      | 3     |
| 18    | Géorgie          | 1  | 0      | 0      | 1     |
| 18    | Lituanie         | 1  | 0      | 0      | 1     |
| 18    | Slovénie         | 1  | 0      | 0      | 1     |
| 21    | Grande-Bretagne  | 0  | 2      | 2      | 4     |
| 22    | Colombie         | 0  | 2      | 0      | 2     |
| 22    | Mexique          | 0  | 2      | 0      | 2     |
| 24    | Indonésie        | 0  | 1      | 1      | 2     |
| 25    | Cuba             | 0  | 1      | 0      | 1     |
| 25    | Danemark         | 0  | 1      | 0      | 1     |
| 25    | Égypte           | 0  | 1      | 0      | 1     |
| 25    | Pologne          | 0  | 1      | 0      | 1     |
| 25    | Suède            | 0  | 1      | 0      | 1     |
| 25    | Thaïlande        | 0  | 1      | 0      | 1     |
| 25    | Taipei chinois   | 0  | 1      | 0      | 1     |
| 32    | Canada           | 0  | 0      | 4      | 4     |
| 33    | Slovaquie        | 0  | 0      | 2      | 2     |
| 34    | Azerbaïdjan      | 0  | 0      | 1      | 1     |
| 34    | Belgique         | 0  | 0      | 1      | 1     |
| 34    | Inde             | 0  | 0      | 1      | 1     |
| 34    | Moldavie         | 0  | 0      | 1      | 1     |
| 34    | Mongolie         | 0  | 0      | 1      | 1     |
| 34    | Norvège          | 0  | 0      | 1      | 1     |
| 34    | Nouvelle-Zélande | 0  | 0      | 1      | 1     |
| 34    | Qatar            | 0  | 0      | 1      | 1     |
| 34    | Serbie           | 0  | 0      | 1      | 1     |
| 34    | Ouzbékistan      | 0  | 0      | 1      | 1     |
| Total | Total            | 53 | 54     | 60     | 167   |